# کیکاپو سایت ۱ (کانزاس)
کیکاپو سایت ۱ (به انگلیسی: Kickapoo Site 1) یک منطقهٔ مسکونی در ایالات متحده آمریکا است که در شهرستان براون، کانزاس واقع شده‌است. کیکاپو سایت ۱ ۱٫۳ کیلومتر مربع مساحت و ۱۰۱ نفر جمعیت دارد و ۳۴۲٫۹ متر بالاتر از سطح دریا واقع شده‌است.